# Cleanore
Cleanore (in greco antico: Κλεάνωρ?, Kleànor; Orcomeno, metà V secolo a.C. – dopo il 399 a.C.) è stato un militare greco antico che partecipò alla spedizione dei Diecimila condotta da Ciro il Giovane contro il fratello Artaserse.

## Biografia
Cleanore, proveniente dalla città di Orcomeno, entrò al servizio di Ciro il Giovane, e Senofonte dice che rifiutò in nome dei Greci, dopo la battaglia di Cunassa (401 a.C.), di cedere le armi alla richiesta di Artaserse.
Dopo che i cinque strateghi greci erano stati catturati con un tranello da Tissaferne, Cleanore venne eletto per sostituire Agia e agì con coraggio e vigore per tutta la ritirata dei Diecimila.
Quando i Greci vennero ingannati dall'avventuriero Ceratade, con cui avevano marciato su Bisanzio, Cleanore era tra quelli che sostenevano che si sarebbe dovuti entrare al servizio di Seute, il principe della Tracia, che lo aveva corrotto regalandogli un cavallo.
Cleanore poi collaborò con Senofonte, di cui aveva una grande stima, quando tentò di ottenere da Seute la paga promessa.